# Badaguás
Badaguás ist ein spanischer Ort in den Pyrenäen in der Provinz Huesca der Autonomen Gemeinschaft Aragonien. Badaguás gehört zur Gemeinde Jaca, es liegt nordwestlich davon. Das Dorf mit 58 Einwohnern im Jahr 2015 liegt auf 1038 Meter Höhe.

## Weblinks

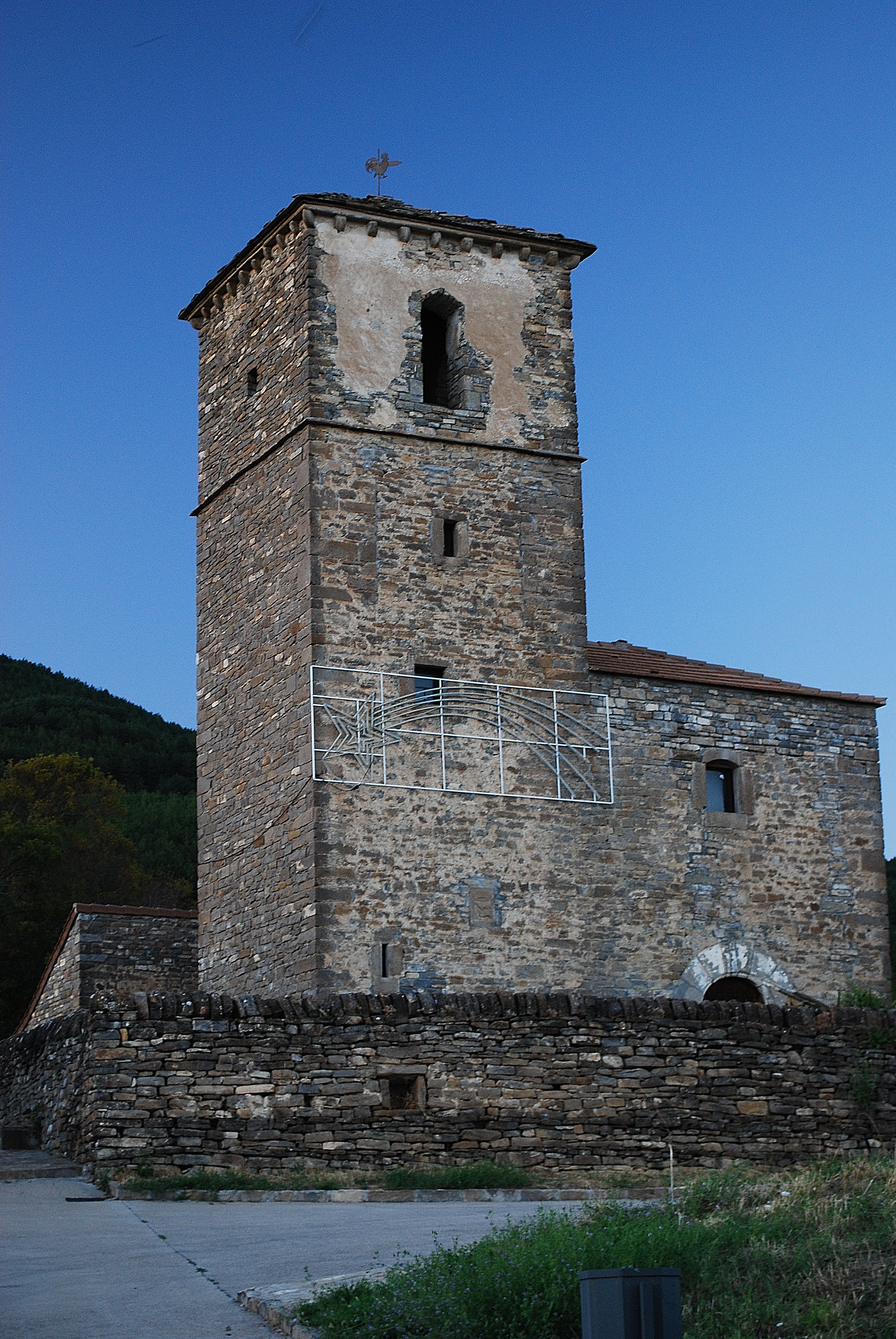
Kirche